# Brendan der Reisende

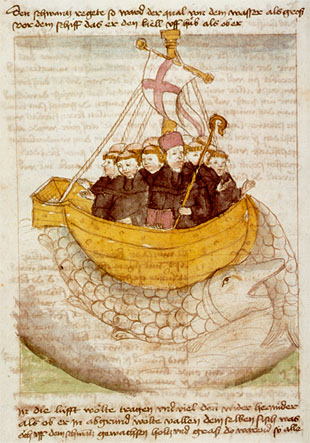
Brendan auf See (um 1460)

Brendan (irisch Breandán, älter Bréanainn, lateinisch Brendanus; * etwa 484 in Annagh oder in Fenit gegenüber der Dingle-Halbinsel im County Kerry unweit von Tralee; † 577 im Kloster Annaghdown, County Galway) war ein irischer Heiliger. Er wird den Zwölf Aposteln von Irland zugeordnet.

## Leben
Brendan wurde wahrscheinlich im Jahre 512 Priester und gründete zahlreiche Klöster. Die verschiedenen Berichte über sein Leben sind fast alle legendär. Einziges gesichertes Datum ist die Gründung des Klosters Clonfert (in der Grafschaft Galway) um 560. Er soll vom Bischof von Ardfert Erc mac Dega (nach seinem späteren Wirkort auch Erc von Cornwall genannt, kornisch Erth) in der Widderquelle (Tobar na Molt) getauft worden sein.
Bekannt ist er durch die Navigatio Sancti Brendani, einen im Mittelalter sehr beliebten und verbreiteten Bericht über eine Seereise, die er zwischen 565 und 573 mit zwölf Gefährten unternommen haben soll. Das Ziel dieser Reise, die mit einem Curragh unternommen wurde, war die „Terra Repromissionis sanctorum“, eine verheißene Insel im Westen. Auf dem Weg zu dieser Brendaninsel, die in mehreren mittelalterlichen Karten verzeichnet ist, erlebte er allerhand Abenteuer, von denen das bekannteste die Verwechslung des Fisches Jasconius mit einer Insel ist.
Die Beschreibung seiner Reise veranlasste bis ins 18. Jahrhundert Expeditionen zur Suche nach Brendans Insel. Seit dem 19. Jahrhundert wurde zudem versucht, die Beschreibungen der verschiedenen Inseln auf reale Inseln im Atlantik anzupassen. Die Vermutungen reichen von den Kanarischen Inseln über Island bis nach Amerika, können aber in keinem der Fälle schlüssig belegt werden, was angesichts des mythisch-religiösen Charakters der Reisebeschreibung wahrscheinlich auch nie möglich sein wird: Die Navigatio Sancti Brendani ist ein christianisiertes Immram, ein festgesetzter inselkeltischer Erzähltyp, der die Reise in die Anderswelt beschreibt.
Im Jahr 1976 konnte Timothy Severin allerdings tatsächlich mit einem Curragh nach Amerika segeln, was vermuten lässt, dass eine Entdeckung Amerikas zu dieser Zeit zumindest möglich gewesen wäre.
Brendan ist der Schutzpatron der Schiffer.

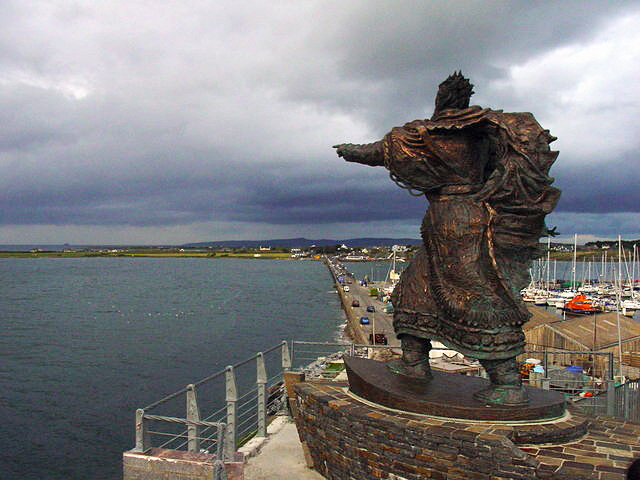
Moderne Statue von St. Brendan auf Samphire Island

Die St Brandan’s Stanes in Schottland sind nach ihm benannt.
Zu seinen Schülern gehört der Heilige Maclovius von Aleth.

## Legende
Es werden drei Varianten der Legende des Heiligen Brandan (bzw. Brendan) unterschieden, wobei unklar ist, wie weit die Tradition der Legende zurückreicht. Zum einen gibt es die Navigatio sancti Brendani, unter die etwa 120 lateinische Handschriften sowie diverse volkssprachige Übersetzungen seit dem 10. Jahrhundert fallen. Im niederländisch-deutschen Sprachraum – und nur dort – ist parallel die sogenannte „Reise-Fassung“ stark verbreitet, die sich seit Mitte des 12. Jahrhunderts in drei Überlieferungstraditionen einer mittelfränkischen Ausarbeitung entwickelt hat. Hierzu gehört auch die erste Druckfassung, die etwa 1476 von Anton Sorg in Augsburg herausgegeben wurde. Abschließend gibt es noch die lateinische (und irische) Tradition der Vita sancti Brendani.

### Zusammenfassung der „Reise-Fassung“ nach Druck A [ca. 1476]
1. Der irische Abt Brandan stößt auf ein Buch, das von großen göttlichen Wundern berichtet. Dem kann er nicht glauben, verbrennt es und wird von einem Engel damit beauftragt, all die beschriebenen Wunder selbst zu sehen. Gottesfürchtig begibt er sich mit zwölf Mönchen auf eine zwölfjährige Reise. Sie treffen zunächst auf einen Drachen im Meer, der droht sie zu verschlingen. Doch Gott interveniert in Form eines Hirsches und rettet sie.
2. Dann kommen sie an einen Wald, wo sie Feuerholz sammeln, während der Wald überschwemmt wird und sie aufs Schiff zurückdrängt. Brandan weiß nun, sich an das Buch erinnernd, dass der Wald auf dem Rücken eines Fisches steht.
3. Sie treffen auf ‚Meerwunder‘ (vgl. Meerjungfrauen/Wassermänner), die versuchen, das Schiff zu kippen. Brandan heißt seine Mönche, den Glauben an Gott zu behalten, und betet zu diesem. Daraufhin lassen die Meerwunder ab und Brandan erkennt an der Stelle eines der neun Fegefeuer.
4. Im nächsten Bereich des Fegefeuers spricht Brandan Seelen an, die Frost, Hunger und Durst erleiden, da sie kein Mitleid mit den Armen hatten. Sie bitten, dass Brandan Gott um Gnade für sie bittet, die ihnen folglich ebenso wie etwas Trinkwasser gewährt wird. Voller Mitleid zieht Brandan dann weiter.
5. Sie treffen auf ein Unwetter im ‚Klebermeer‘ und Brandan bittet Gott um Lenkung, der ihm antwortet, er solle unbesorgt weiterfahren, sich aber nicht nach links halten, da dort die Gefahr des Magnetsteins drohe. Er hält sich rechts und findet ein Münster mit sieben Gottesdienern auf einem Berg, bei denen er übernachtet und wie die anderen dort von Gott Speis und Trank aus dem Paradies gesandt bekommt. Sie beten gemeinsam, bevor Brandan weiterzieht.
6. Wieder von einem Wind ergriffen, erreichen sie einen schwebenden Fels im Meer, auf dem ein heiliger Mensch sitzt, der zu der zuvor besuchten Bruderschaft gehört. Er nähre nicht besonders den Körper, sondern die Seele, und sei bereit dazu, einsam auf dem Stein zu sterben.
7. Sie erreichen einen Ort kompletter Finsternis mit goldschimmerndem Grund voller Edelsteine, wo sie sich für fünfzehn Tage aufhalten, ohne weiterzukommen, bis sie an einen Saal aus Karfunkelsteinen stoßen, der vier Flüsse – gefüllt mit Wein, Milch, Öl und Honig – und reichlich Gold zu bieten hat. Einer von Brandans Mönchen stiehlt hier einen kostbaren Pferdezaum. Dann sehen sie eine besonders schöne, hell erstrahlende Burg mit extrem hoher Mauer, vor deren Toren Enoch und Elias sitzen sowie ein Jüngling mit roter Kappe und brennendem Schwert steht. Letzterer entführt einen Mönch aus ihrer Mitte und verschließt das Tor hinter ihm, das Brandan als irdisches Paradies deutet. Als sie zurück an den finsteren Ort kommen, erkennt ein Mönch Gold und Edelsteine im Grund und sie laden das Schiff damit voll, bis es dadurch hell wird. Später werde dies für Kirchen und Münster genutzt.
8. Auf dem Meer kommt der Teufel mit Heer bei Donner und Blitzen zu ihnen. Er fordert den Zaum-Dieb für sich und nimmt ihn unter Schmerzen und Reue mit. Sie flehen Gott an, ihren Bruder zurückzuerhalten, der sich zunächst strikt zeigt: Der Mönch habe gestohlen und fahre dafür zur Hölle. Brandan verspricht Buße und Besserung bei ihm zu erreichen, bis Gott sich schließlich erbarmt und der von Teufelsqualen gezeichnete Mönch unter Mahnung des Teufels zurückgebracht wird.
9. Erneut vom Wind getragen, erreichen sie eine Stelle, an der Schiffbrüchige schreiend im Klebermeer ‚schweben‘. 1400 Menschen seien über die Zeit gestorben, andere sitzen auf dem Mastbaum, während die Teufel bereits um sie kreisen. Da klagt Brandan heimlich, bis die Teufel widerwillig zurück in die Hölle verdrängt werden. Die drei bereits Michael versprochenen Schiffbrüchigen entschweben sogleich zu ihm.
10. Bei der Weiterfahrt treffen sie auf eine Sirene, die so schön singt, dass sie einschlafen. Das Schiff treibt weiter und sie sind orientierungslos. Sie werden zu einem Berg getrieben, auf dem ein schwarzer Mann sitzt, der verspricht, ihnen den Weg zu weisen. Brandan lässt das Schiff zu ihm wenden, als sich dieser als verärgerter Teufel entpuppt, der sich an Brandan und seinen Mönchen für die ihm gestohlenen Seelen rächen möchte. Es kommen weitere Teufel hinzu und sie versuchen, Brandans Schiff in Brand zu setzen, bis Gott mit Regen zur Hilfe eilt und die Teufel vertreibt. Brandan spricht den Psalm „Deus misereatur nostri“ und schlägt damit auch den Teufel in die Flucht.
11. Ein heiliger Mensch schwebt seit neunzehn Jahren einsam auf dem Meer und wird mit göttlicher Speise genährt. Er sagt Brandan, dass dessen Mönch seinen Platz im Paradies bekommen habe und er daher gehorsam weiter warte. Auch erklärt er sich als Angehöriger der zuvor besuchten Bruderschaft, die aus Nazareth, einer versündigten Stadt, die mit Ausnahme der gottesfürchtigen Bruderschaft geflutet wurde, stamme. Er habe auch seine Sünde zu büßen, weshalb er obdachlos sei. Brandan solle nun gen Norden fahren, um große Wunder zu sehen.
12. Ein Wind weht sie in dunklen Nebel, bis das Meer zum Abgrund der Hölle führt, von dem Gott das Schiff bewahrt. Brandan bereut, dass er das Buch verbrannt hat, als sie an einem nackten Mann auf einem Stein vorbeifahren, der bis in alle Ewigkeit an Wochenenden unter Hagelschlag zugleich zu erfrieren und verbrennen droht und unter der Woche in der noch ‚schlimmeren‘ Hölle verweilt. Er gibt sich als Judas Scariot  zu erkennen und bereut, Selbstmord begangen zu haben, da ihm dadurch trotz seines Verrates am Gottessohn nicht einmal mehr göttliche Barmherzigkeit zuteilwerden konnte. Während sie sprechen, kommen die Teufel und Brandan kann für ihn eine einmalige Strafmilderung – eine weitere Nacht auf dem Stein statt in der Hölle – bei Gott erbitten.
13. Brandan fährt den Teufeln nach, um sicherzustellen, dass sie Judas, wie vereinbart, nicht mehr als zuvor strafen. Da sieht er einen feurigen Berg, der von kalten Winden sowie einerseits kalter, andererseits flammender See umgeben ist. Über ihn fliegen feurige Vögel und aus ihm dringen Schreie hervor. Da kehrt Brandan auf der kalten See um und braucht dreimal länger für den Rück- als für den Hinweg.
14. Im neunten Jahr erreichen sie das wunderreiche Land „bona terra“, das alles bietet, was man sich wünschen kann. Besonders Frucht- und Tierreichtum werden betont. Brandan geht mit seinen zwölf Mönchen zu einer auffällig eingezäunten, kunstvoll geschaffenen Burg auf einem Berg. Dort treffen sie auf eine höfische, im Überfluss lebende Gesellschaft. Brandan schreibt alles auf und mahnt die Mönche, nichts zu stehlen, damit es ihnen nicht ergehe wie zuvor dem Zaumdieb.
15. Bei der Rückkehr zum Schiff treffen sie auf ein bogenschießendes Volk, das zugleich menschliche und diverse tierische Merkmale aufweist. Brandan gebietet ihnen bei Gott, die Waffen ruhen zu lassen; dem kommen sie nach. Sie wissen genau über Brandans Reise Bescheid und tadeln ihn: Er hätte gleich auf Gott und das, wovon er wusste, aber nicht glauben wollte, dass es wahr sei, vertrauen sollen. Diese Lektion hätten sie selbst erlernen müssen, da sie sich damals auf Luzifers Seite gestellt hatten und nur dadurch, dass Gott noch Vernunft an ihnen erkannt habe, nicht wie die anderen Engel in die Hölle, sondern nach höllischem Weg auf die paradiesische Insel verstoßen wurden. Ihr jetziges Aussehen sei als Strafe zu verstehen, die sie an die Tugenden, die sie pflegen sollten, erinnere. Sie bieten Brandan und seinen Mönchen an zu bleiben und sich ihrer Bedeutung gemäß ehren und beschenken zu lassen, doch Brandan winkt ab und will mit Gottes Winden gen Schottland heimkehren.
16. Elf Tage nach Aufbruch erscheint ein großer Fisch, dessen Ende sie erst nach vier Wochen erreichen; dann biegt dieser seinen Schwanz zum Maul und sie fahren weitere zwei Wochen holprig im Kreis, bevor sie schließlich vier Wochen lang zum absoluten Stillstand im Meer geraten.
17. Sie werden schließlich vom Wind weitergetrieben und sehen, dass das Meer dünner und stellenweise trocken wird. Sie hören Glockenläuten, Tanz und (Mess-)Gesang sowie Weinen und Klagen, sehen jedoch nichts und niemanden außer Wasser und Himmel. Ahnungslos, ob sie den Ort erfahren oder umkehren sollten, legen sie Anker und verbleiben in ratloser Sorge. Plötzlich hören sie den Schrei eines Zwerges. Sie sehen, dass das Wasser über einem Wald schwebt, in dem ‚ein guter Mann‘ liegt, der ihre Gottes- und Marien-Anbetungen vernimmt. Der alte in wilde Tierhaare gekleidete Mann und der Zwerg Perttwartt kommen zu ihnen, um zu helfen. Er warnt sie vor den vier Winden zu fahren, da diese gefährlich seien. Brandan befürchtet einen teuflischen Ratschlag und lädt den Mann daher zur Messe auf seinem Schiff ein, dem der Mann formvollendet nachkommt. Der Zwerg klärt sie darüber auf, dass sie das Ende der Welt erreicht haben und die Geräusche auf eine andere Welt darunter verwiesen. Brandan kennt auch dies aus dem verbrannten Buch und notiert erneut die Wunder in einem Buch.
18. Gemeinsam fahren sie weiter unter Lenkung des Zwerges und sehen das Klebermeer mit vielen gekenterten Schiffen. Später sehen sie Haylbran, einen tugendhaften, mächtigen und herausragend geschmückten Mann, reiten. Brandan weiß so, dass sie bald zuhause sein werden, und sie treten an Land. Der alte Mann und der Zwerg kehren zurück.
19. In Irland angekommen, wird Brandan feierlich empfangen. Er hat alle Wunder auf dem Meer in einem Buch notiert, das er nun ins Kloster auf den Marienaltar trägt. Dann erschallt die Stimme Gottes und sagt, Brandan könne nun zu ihm kommen. Da stimmt Brandan eine letzte Messe an, zu deren Ende er stirbt. Die Legende schließt mit dem Aufruf, ihn und die Trinität anzurufen.[3]